# Cengiling
Cengiling is een kustplaats op het Indonesische eiland Bali in de gelijknamige provincie. Het ligt ten westen van Jimbaran.